# Загусинье (Смоленский район)
Загусинье — деревня в Смоленском районе Смоленской области России. Входит в состав Катынского сельского поселения. Население — 5 жителей (2007 год). 
Расположена в западной части области в 27 км к западу от Смоленска, в 6 км южнее автодороги М1 «Беларусь», на берегу реки Гусинка. В 3 км северо-западнее деревни расположена железнодорожная станция Велино на линии Москва — Минск. 

## История
В годы Великой Отечественной войны деревня была оккупирована гитлеровскими войсками в июле 1941 года, освобождена в сентябре 1943 года. 